# Kanagonahalli, Nagamangala
Kanagonahalli là một làng thuộc tehsil Nagamangala, huyện Mandya, bang Karnataka, Ấn Độ.